# Pašilaičiai
Pašilaičiai är en stadsdel i Litauens huvudstad Vilnius, 6 km nordväst om stadens centrum. Pašilaičiai ligger 173 meter över havet och antalet invånare är 33 056.